# عملیات پل لندن
عملیات پل لندن برنامه ای جهت تشییع جنازه ملکه الیزابت دوم بود. این عملیات شامل اعلام مرگ وی، دوره عزاداری رسمی و جزئیات تشییع جنازه وی بود. این عملیات در اوایل دهه ۱۹۶۰ ایجاد شد و در سال‌های قبل از مرگ الیزات در سپتامبر ۲۰۲۲ بارها مورد بازنگری قرار گرفت.
عبارت «پل لندن سقوط کرد» برای اطلاع‌رسانی مرگ ملکه به نخست‌وزیر بریتانیا و پرسنل کلیدی استفاده شد و این عملیات به مرحله اجرا رسید. ارگان‌های دخیل در تهیه این طرح شامل ادارات مختلف دولتی، کلیسای انگلستان، خدمات پلیس متروپولیتن، نیروهای مسلح بریتانیا، رسانه‌ها، پارک‌های سلطنتی، منطقه‌های لندن، اداره لندن بزرگ و شرکت حمل و نقل لندن بودند. برخی از تصمیمات حیاتی این عملیات توسط خود ملکه اتخاذ شد ولی برخی دیگر توسط جانشین وی تعیین شد. روزنامه گاردین در گزارشی این عملیات را با جزئیات «محرمانه و بسیار خاص» با «برنامه‌ریزی دقیق» توصیف کرد.
همچنین چندین برنامه دیگر برای حمایت از اجرای عملیات پل لندن ایجاد شده بود مانند عملیات تک شاخ (عملیاتی که که اگر الیزابت در اسکاتلند بمیرد، چه برنامه‌هایی احرا شوند). همزمان با عملیات پل لندن، عملیات مربوط به به سلطنت رسیدن چارلز سوم و تاجگذاری او انجام شد. چندین قلمرو مشترک المنافع برای واکنش به مرگ ملکه چندین عملیات طراحی کرده بودند.